# Billie Holiday, une affaire d'État
Pour plus de détails, voir Fiche technique et Distribution.
Billie Holiday, une affaire d'État (The United States vs. Billie Holiday) est un film américain réalisé par Lee Daniels, sorti en 2021. Il s'agit d'un film biographique sur la chanteuse Billie Holiday (1915-1959), adapté de l'ouvrage non-fictionnel britannique Chasing the Scream: The First and Last Days of the War on Drugs de Johann Hari (2015).

## Synopsis
Dans les années 1940, la chanteuse Billie Holiday fait scandale avec sa chanson Strange Fruit qui évoque le lynchage des noirs. Sa toxicomanie sert de prétexte au FBI pour se débarrasser d'elle par une opération d'infiltration dirigée par l'agent fédéral noir Jimmy Fletcher, avec qui elle entretient une liaison tumultueuse.

## Fiche technique
Sauf indication contraire, les informations mentionnées dans cette section peuvent être confirmées par la base de données cinématographiques IMDb,  présente dans la section « Liens externes ».
- Titre original : The United States vs. Billie Holiday
- Titre français et québécois : Billie Holiday, une affaire d'État
- Réalisation : Lee Daniels
- Scénario : Suzan-Lori Parks, d'après le livre non-fictionnel Chasing the Scream: The First and Last Days of the War on Drugs de Johann Hari (2015)[2]
- Musique : Christopher Gunning
- Direction artistique : Carolyne de Bellefeuille et Léa-Valérie Létourneau
- Décors : Daniel T. Dorrance
- Costumes : Paolo Nieddu
- Montage : Jay Rabinowitz
- Photographie : Andrew Dunn
- Production : Jordan Fudge, Jeff Kirschenbaum, Joe Roth, Tucker Tooley et Pamela Oas Williams

Production déléguée : Jeremy Allen, Mark Bomback, Cassian Elwes, George Parra et Hilary Shor
- Sociétés de production : Lee Daniels Entertainment et Roth/Kirschenbaum Films
- Sociétés de distribution : Hulu (États-Unis) ; Metropolitan filmexport (France), Paramount Pictures (Québec)[3]
- Pays d'origine :  États-Unis
- Langue originale : anglais
- Format : couleur
- Durée : 130 minutes
- Genre : drame biographique, musical
- Dates de sortie :
  - États-Unis : 26 février 2021 (en VOD sur Hulu)
  - France, Suisse romande[4] : 2 juin 2021

## Distribution
- Andra Day (VF : Aurélie Konaté ; VQ : Florence Blain Mbaye) : Billie Holiday
- Trevante Rhodes (VF : Jean-Baptiste Anoumon ; VQ : Fayolle Jean Jr.) : l'agent Jimmy Fletcher
- Garrett Hedlund (VF : Adrien Antoine ; VQ : Frédérik Zacharek) : Harry J. Anslinger
- Leslie Jordan (VF : Bernard Alane ; VQ : Jacques Lavallée) : Reginald Lord Devine
- Miss Lawrence (en) (VF : Lucien Jean-Baptiste ; VQ : Christian Perrault) : Miss Freddy
- Adriane Lenox (en) (VQ : Claudine Chatel) : Mme Fletcher
- Natasha Lyonne (VF : Dorothée Pousséo ; VQ : Caroline Dhavernas) : Tallulah Bankhead
- Rob Morgan : Louis McKay
- Da'Vine Joy Randolph (VF : Corinne Wellong ; VQ : Myriam De Verger) : Roslyn
- Evan Ross (VF : Alex Fondja ; VQ : Lyndz Dantiste) : l'agent Sam Williams
- Tyler James Williams (VF : Diouc Koma ; VQ : Iannicko N'Doua-Légaré) : Lester « Prez » Young
- Tone Bell (en) (VF : Marc Grosy ; VQ : Martin Desgagné) : John Levy
- Blake DeLong (en) (VF : Yves Buchin ; VQ : Philippe Martin) : l'agent Carter
- Randy Davison (en) : le sénateur Joseph McCarthy
- Dana Gourrier (VF : Martine Maximin) : Sadie
- Melvin Gregg (en) (VF : Baptiste Marc ; VQ : Anglesh Major) : Joe Guy (en)
- Erik LaRay Harvey (en) (VF : Daniel Njo Lobé ; VQ : Widemir Normil) : Monroe
- Ray Shell (en) (VF : Jean-Paul Pitolin) : Carl, le batteur

 Source et légende : version française (VF) sur RS Doublage et version québécoise (VQ) sur Doublage QC

## Production

### Genèse et développement
Le dévéloppement du film biographique sur Billie Holiday est révélé en septembre 2019, avec Lee Daniels en tant que réalisateur. Le rôle-titre est interprété par Andra Day, aux côtés de Trevante Rhodes, Garrett Hedlund et Natasha Lyonne qui participent également dans ce projet. En octobre 2019, Evan Ross, Dana Gourrier et Erik LaRay Harvey y sont engagés, ainsi que Melvin Gregg et Miss Lawrence.

### Tournage
Le tournage a lieu à Montréal au Canada, le 6 octobre 2019.

### Musique
La musique du film est composée par Christopher Gunning. Warner Bros. Records commercialise un album des chansons du film interprétées par l'actrice principale, Andra Day. L'album contient également une chanson de Charlie Wilson.
Liste des titres
1. All of Me (3:35)
2. Strange Fruit (3:26)
3. Tigress & Tweed (3:11)
4. The Devil & I Got up to Dance a Slow Dance (3:21) (interprétée par Charlie Wilson, avec Sebastian Kole)
5. Solitude (3:01)
6. Break Your Fall (2:20)
7. I Cried for You (2:40)
8. Ain’t Nobody’s Business (3:03)
9. Them There Eyes (2:49)
10. Lady Sings the Blues (3:15)
11. Lover Man (3:00)
12. Gimme a Pigfoot and Bottle of Beer (2:50)
13. God Bless the Child (2:27)

## Accueil

### Critiques
Le film reçoit des critiques partagées. Sur l'agrégateur américain Rotten Tomatoes, il récolte 53 % d'opinions favorables pour 158 critiques et une note moyenne de 5,4⁄10. Le consensus du site est « Bien que le film ait souvent peur de la transcendance de son sujet, la performance d'Andra Day offre une brillante compensation ». Sur Metacritic, il obtient une note moyenne de 52⁄100 pour 43 critiques.

### Box-office
| Pays ou région | Box-office     | Date d'arrêt du box-office | Nombre de semaines |
| -------------- | -------------- | -------------------------- | ------------------ |
| France         | 78 776 entrées | 20 juillet 2021            | 7                  |
| Total mondial  | 1 094 171 $    | -                          | -                  |

## Distinctions

### Récompense
- Golden Globes 2021 : Meilleure actrice dans un film dramatique pour Andra Day

### Nominations
- Golden Globes 2021 : Meilleure chanson originale : Tigress & Tweed - Andra Day et Raphael Saadiq
- Oscars 2021  : Meilleure actrice pour Andra Day